# Mittelkrebse
Die Mittelkrebse (Anomura) sind eine Teilordnung der Zehnfußkrebse. Sie umfasst u. a. die Gruppen der Einsiedlerkrebse und der Porzellankrebse.

## Merkmale

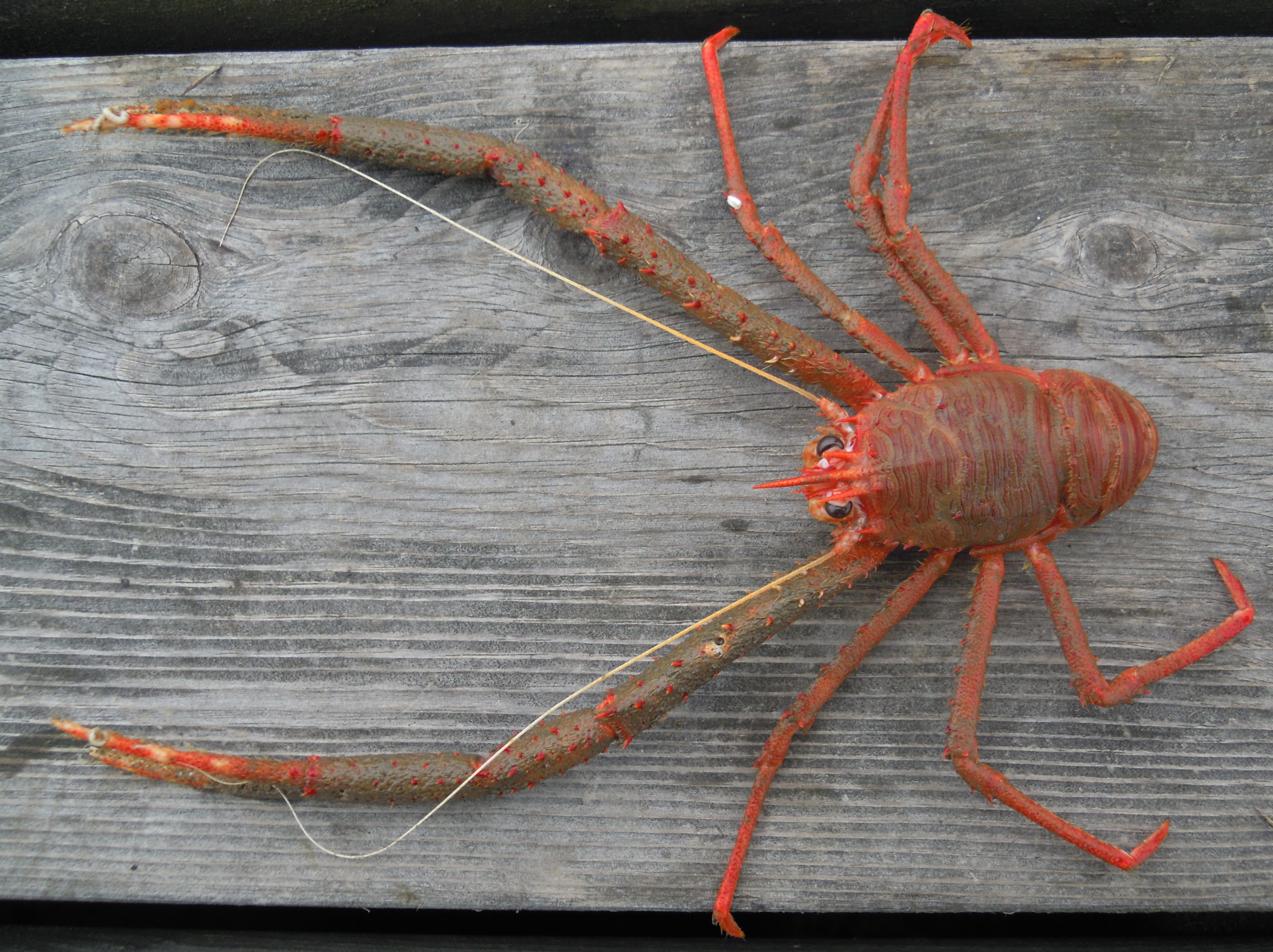
Munida rugosa

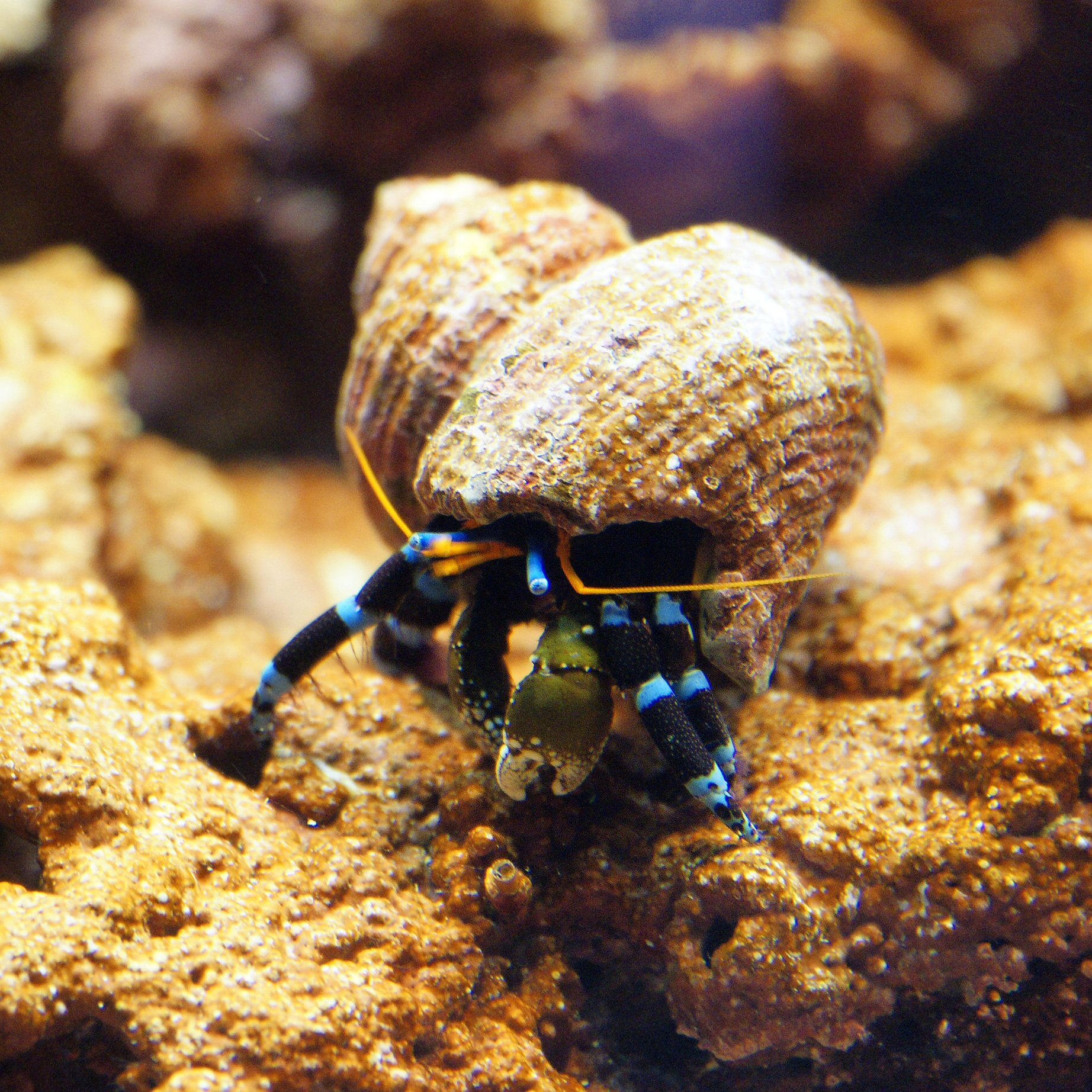
Calcinus elegans

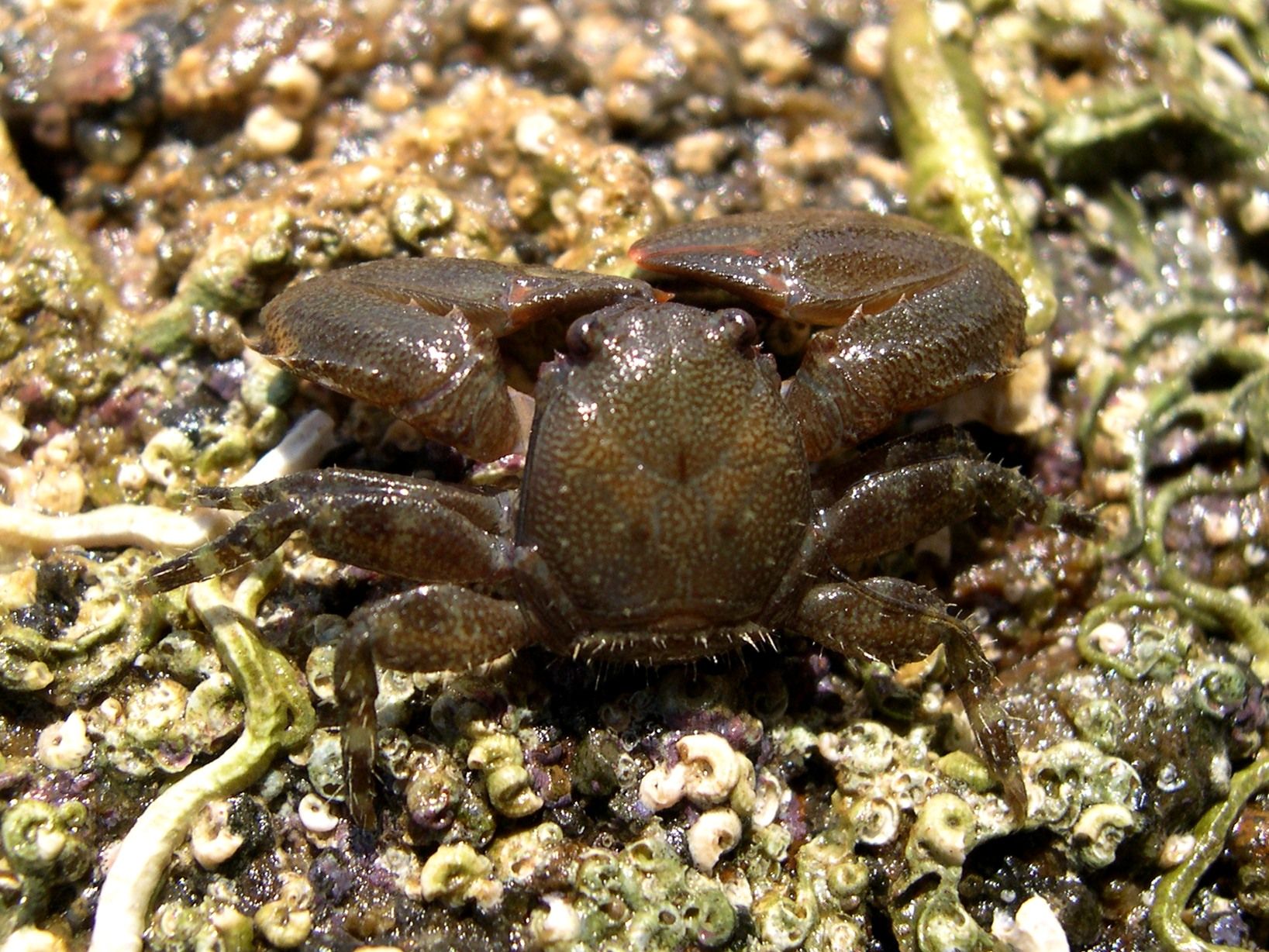
Petrolisthes japonicus

Die Benennung der Mittelkrebse geht auf eine historische Einteilung der Zehnfußkrebse zurück. In jener wurde zwischen kurzem Abdomen (Brachyura) und langem, hummerartigem Abdomen (Macrura) unterschieden. Diejenigen Zehnfußkrebse, die nicht klar einer dieser Gruppen zugeordnet werden konnten, wurden in die Mittelkrebse (Anomura) gestellt. Deshalb ist diese Teilordnung auch heute noch recht heterogen, vor allem im Bezug auf die Morphologie und auch der besiedelten Lebensräume dieser Krebse, die wie etwa beim Palmendieb von terrestrisch bis hin zur Tiefsee, etwa bei der Yeti-Krabbe, reichen.
Wie alle Zehnfußkrebse besitzen auch Mittelkrebse fünf Schreitbeinpaare. Jedoch ist das fünfte und hinterste Paar reduziert und dient nicht der Fortbewegung und kann u. a. als Putzbeine modifiziert vorliegen. Der Carapax ist nicht wie bei den Krabben mit dem Epistom verschmolzen und ist schwach oder vollständig kalzifiziert, sowie in unterschiedlichster Ornamentation und Form vorhanden. Das Pleon der Mittelkrebse kann Pleura besitzen oder keinerlei Nachweis dieser Segmentation vorweisen. Es kann langgestreckt sein, unter dem Carapax versteckt liegen oder verdreht sein, um etwa ein Schneckenhaus festzuhalten.
In der phylogenetischen Systematik sind die Mittelkrebse die Schwestergruppe der Krabben (Brachyura) und bilden mit ihnen zusammen das Taxon Meiura.

## Systematik
Die Mittelkrebse werden in sieben Überfamilien mit 20 Familien unterteilt:
- Aegloidea Dana, 1852
  - Aeglidae Dana, 1852
- Chirostyloidea Ortmann, 1892
  - Chirostylidae Ortmann, 1892
  - Eumunididae A. Milne-Edwards and Bouvier, 1900
  - Kiwaidae Macpherson, Jones & Segonzac, 2005
- Galatheoidea Samouelle, 1819
  - Springkrebse (Galatheidae Samouelle, 1819)
  - Munididae Ahyong, Baba, Macpherson & Poore, 2010
  - Munidopsidae Ortmann, 1898
  - Porzellankrebse (Porcellanidae Haworth, 1825)
- Hippoidea Latreille, 1825
  - Maulwurfskrebse (Albuneidae Stimpson, 1858)
  - Blepharipodidae Boyko, 2002
  - Sandkrabben (Hippidae Latreille, 1825)
- Lithodoidea Samouelle, 1819
  - Hapalogastridae Brandt, 1850
  - Stein- und Königskrabben (Lithodidae Samouelle, 1819)
- Lomisoidea Bouvier, 1895
  - Lomisidae Bouvier, 1895
- Einsiedlerkrebse (Paguroidea Latreille, 1802)
  - Landeinsiedlerkrebse (Coenobitidae Dana, 1851)
  - Linkshändige Einsiedlerkrebse (Diogenidae Ortmann, 1892)
  - Rechtshändige Einsiedlerkrebse (Paguridae Latreille, 1802)
  - Tiefsee-Einsiedlerkrebse (Parapaguridae Smith, 1882)
  - Pylochelidae Smith, 1882
  - Pylojacquesidae McLaughlin & Lemaitre, 2001